# کاربرد ناظر
ناظر ۱ و ناظر ۲ محصولات نرم‌افزاری پایه ای گسترده‌ای هستند که توسط رژیم جمهوری اسلامی ایران توسعه یافته‌اند. این کاربرد، توسط نیروی انتظامی و نیروهای مسلح ایران استفاده می‌شوند و کاربران می‌توانند موقعیت مکانی و شماره پلاک خودرو افرادی را گزارش دهند که حجاب را به‌درستی رعایت نمی‌کنند؛ سپس دولت با اعمال جریمه یا مجازات‌هایی، مانند تازیانه‌زدن و یا توقیف پلاک خودرو، پاسخ می‌دهد.
این اپلیکیشن، همچنین امکان ثبت گزارش در مورد زنانی را فراهم می‌کند که با موتورسیکلت تردد می‌کنند و یا بدون حجاب در آمبولانس‌های بیمارستانها دیده می‌شوند و ضمنا، در میان کارمندان دولت ایران نیز به کار می‌رود.
تحقیقات شورای حقوق بشر سازمان ملل، استفادهٔ رژیم ایران از اپلیکیشن «ناظر» را به‌عنوان یک ابزار تهاجمی و نفوذی برای نظارت بر شهروندان محکوم کرده و آن را محدودکنندهٔ حقوق اساسی مردم ایران دانسته است.
در تیر ۱۴۰۳، «آرزو بدری»، مادر ۳۱ سالهٔ دو فرزند، پس از آنکه در یکی از اپلیکیشن‌های نظارتی، به‌دلیل رانندگی بدون حجاب گزارش شد، هدف گلولهٔ مأموران پلیس قرار گرفت و دچار فلج شد.